# Арне Сеєрстед
Арне Сеєрстед (норв. Arne Sejersted, 18 липня 1877 — 17 грудня 1960) — норвезький яхтсмен.
Олімпійський чемпіон 1920 року в класі 10 метрів (правила 1919 року).